# La Belle et la Bête (film, 1934)
Pour les articles homonymes, voir La Belle et la Bête#Adaptations.
 (février 2017).
Si vous disposez d'ouvrages ou d'articles de référence ou si vous connaissez des sites web de qualité traitant du thème abordé ici, merci de compléter l'article en donnant les références utiles à sa vérifiabilité et en les liant à la section « Notes et références ».
Pour plus de détails, voir Fiche technique et Distribution.
La Belle et la Bête (Beauty and the Beast) est un cartoon Merrie Melodies réalisé par Friz Freleng en 1934.